# Cristina López (athlétisme)
Pour les articles homonymes, voir Cristina López et López.
Cristina Esmeralda López, née le 19 septembre 1982 à Ozatlán, est une athlète salvadorienne spécialiste de la marche athlétique.

## Palmarès
| Date | Compétition                                      | Lieu                 | Résultat | Épreuve         | Performance     |
| ---- | ------------------------------------------------ | -------------------- | -------- | --------------- | --------------- |
| 2000 | Championnats du monde juniors                    | Santiago             | 20e      | 10 km marche    | 53 min 12 s 90  |
| 2001 | Championnats d'Amérique centrale juniors         | San Salvador         | 1re      | 5 000 m marche  | 23 min 19 s 27  |
| 2001 | Championnats panaméricains juniors               | Santa Fe             | 1re      | 10 000 m marche | 51 min 41 s 9   |
| 2001 | Jeux d'Amérique centrale                         | Guatemala            | 3e       | 20 km marche    | 1 h 49 min 01 s |
| 2005 | Coupe panaméricaine de marche                    | Lima                 | 1re      | 20 km marche    | 1 h 30 min 35 s |
| 2005 | Championnats d'Amérique centrale et des Caraïbes | Nassau               | 1re      | 10 000 m marche | 45 min 52 s 32  |
| 2006 | Coupe du monde de marche                         | La Corogne           | 31e      | 20 km marche    | 1 h 35 min 36 s |
| 2006 | Jeux d'Amérique centrale et des Caraïbes         | Carthagène des Indes | 1re      | 20 km marche    | 1 h 38 min 26 s |
| 2007 | Coupe panaméricaine de marche                    | Balneário Camboriú   | 1re      | 20 km marche    | 1 h 39 min 21 s |
| 2007 | Championnats NACAC                               | San Salvador         | 1re      | 10 000 m marche | 44 min 16 s 21  |
| 2007 | Jeux panaméricains                               | Rio de Janeiro       | 1re      | 20 km marche    | 1 h 38 min 59 s |
| 2009 | Championnats d'Amérique centrale                 | Guatemala            | 1re      | 10 km marche    | 47 min 35 s 35  |
| 2009 | Championnats d'Amérique centrale et des Caraïbes | La Havane            | 3e       | 10 km marche    | 49 min 30       |
| 2009 | Championnats du monde                            | Berlin               | 37e      | 20 km marche    | 1 h 47 min 33 s |
| 2010 | Coupe du monde                                   | Chihuahua            | 40e      | 20 km marche    | 1 h 45 min 43 s |
| 2011 | Coupe d'Amérique centrale de marche              | San Salvador         | 3e       | 20 km marche    | 1 h 49 min 46 s |
| 2011 | Championnats d'Amérique centrale                 | San José             | 1re      | 10 000 m v      | 49 min 48 s 36  |
| 2013 | Coupe d'Amérique centrale de marche              | Guatemala            | 1re      | 10 km marche    | 55 min 48       |
| 2013 | Jeux d'Amérique centrale                         | San José             | 1re      | 20 km marche    | 1 h 48 min 12 s |
| 2013 | Coupe panaméricaine de marche                    | Guatemala            | 12e      | 20 km marche    | 1 h 42 min 33 s |
| 2013 | Championnats d'Amérique centrale                 | Managua              | 1re      | 10 000 m marche | 47 min 47 s 62  |
| 2013 | Championnats d'Amérique centrale et des Caraïbes | Morelia              | 4e       | 10 000 m marche | 52 min 23 s 40  |
| 2014 | Championnats d'Amérique centrale de marche       | San Salvador         | 1re      | 10 km marche    | 49 min 02       |
| 2014 | Championnats d'Amérique centrale                 | Tegucigalpa          | 1re      | 10 000 m marche | 49 min 18 s 36  |
| 2014 | Championnats ibéro-américains                    | São Paulo            | 9e       | 10 000 m marche | 47 min 54 s 88  |
| 2014 | Jeux d'Amérique centrale et des Caraïbes         | Xalapa               | 7e       | 20 km marche    | 1 h 57 min 00   |